# Laurière
Laurière é uma comuna francesa na região administrativa da Nova Aquitânia, no departamento de Alto Vienne. Estende-se por uma área de 20,77 km². Em 2010 a comuna tinha 562 habitantes (densidade: 27,1 hab./km²).